# Convolutriloba macropyga
Convolutriloba macropyga ist ein grünliches, mit bis zu 10 mm Körperlänge ungewöhnlich großes Acoel (ein wurmartiger Organismus). Die Art kommt auch in Riffaquarien vor und gilt im Aquaristikhandel wegen der starken Vermehrung als Schädling. Der Artzusatz macropyga, vom griechischen macro – groß und pyga – Hinterleib, bezieht sich auf das starke Ausdehnen der hinteren Körperregion, insbesondere bei der Zuwendung zum Licht („sonnen“).

## Merkmale
Convolutriloba macropyga ist flach und von schildförmiger Gestalt. Der Körper ist am vorderen Körperende rundlich, am hinteren eingekerbt. Nach einer Verbreiterung folgt eine Einschnürung etwa 2 mm hinter dem Vorderende, dann verbreitert sich der Körper wieder bis zu den beiden seitlichen Caudallappen und dem längeren, schlanken, mittleren Lappen. Während immature Exemplare immer 3 Caudallappen besitzen, können sich bei adulten Exemplaren mehrere mittlere Lappen, in der Regel 2 bis 3, in Ausnahmefällen bis 9 ausbilden.
Convolutriloba macropyga sind grün, meliert mit rot durch die symbiotischen Zoochlorellen, verstreut liegende rote Sekretkörperchen (Rhabditen) sowie einem rautenförmigen, roten Fleck aus Pigmentzellen vor den Caudallappen. Die dorsale Körperoberfläche erscheint in reflektiertem Licht bläulich, hervorgerufen durch lichtbrechende Ablagerungen (Konkremente). Ungefähr 650 μm hinter dem vorderen Körperende befindet sich ein Paar Augenfelder, die durch die Abwesenheit symbiotischer Algen farblos erscheinen.

## Lebensweise
Wie die anderen Arten der Gattung, pflanzt sich Convolutriloba macropyga asexuell fort. Die Knospung beginnt als Verdickung an einer Stelle am Rand zum Hinterende hin, seitlich der Mittellappen bis einschließlich der Seitenlappen. Die Knospe entwickelt sich um 180° zur Längsrichtung des Elterntieres gedreht („reverse budding“) und löst sich nicht vom Elterntier, sondern wird von diesem abgerissen wenn die Knospe sich am Untergrund festsetzt und wegzieht. Es wurden bis zu 4 bis 5 Knospen verschiedener Entwicklungsstadien an einem Muttertier beobachtet. Die Art vermehrt sich aber auch sexuell und entlässt relativ große Eier, aus denen aposymbiotische (Exemplare die keine Symbiosealgen besitzen) Junge schlüpfen, die mit einer Statocyste und einem Frontalorgan (beides bei adulten Tieren fehlend) ausgestattet sind.
Convolutriloba macropyga hat nur eine enge Toleranz gegenüber Temperatur, Salinität und Licht. Es werden 18 bis 28 °C vertragen, bei einem Salzgehalt von 24 bzw. 44 Promille beträgt die Sterberate 50 %. Völlige Dunkelheit übersteht Convolutriloba macropyga nicht länger als 23 bis 26 Tage, auch wenn Beute vorhanden ist.

## Forschungsgeschichte
Lediglich eine der Art der Gattung, Convolutriloba hastifera, wurde aus ihren natürlichen Lebensräumen beschrieben. Convolutriloba macropyga wurde erstmals in einem Aquarium in Marietta (Georgia) (Vereinigte Staaten) gesammelt und an der University of Georgia kultiviert.